# Campionati mondiali di volo con gli sci 1992
I Campionati mondiali di volo con gli sci 1992, dodicesima edizione della manifestazione, si svolsero dal 20 al 22 marzo a Harrachov, in Cecoslovacchia, e contemplarono esclusivamente la gara individuale maschile. A causa delle condizioni atmosferiche avverse fu realizzata una sola serie di salti.

## Risultati
| Posizione | Atleta             | Nazione        | Punti |
| --------- | ------------------ | -------------- | ----- |
| 1         | Noriaki Kasai      | Giappone       | 392,5 |
| 2         | Andreas Goldberger | Austria        | 377,0 |
| 3         | Roberto Cecon      | Italia         | 376,0 |
| 4         | Tomáš Goder        | Cecoslovacchia | 347,0 |
| 5         | Christof Duffner   | Germania       | 337,0 |
| 6         | Samo Gostiša       | Slovenia       | 330,5 |
|           | Martin Trunz       | Svizzera       | 330,5 |

Trampolino: Čerťák

## Medagliere per nazioni
| Posizione | Nazione  | Oro | Argento | Bronzo | Totale |
| --------- | -------- | --- | ------- | ------ | ------ |
| 1         | Giappone | 1   | 0       | 0      | 1      |
| 2         | Austria  | 0   | 1       | 0      | 1      |
| 3         | Italia   | 0   | 0       | 1      | 1      |